# Une forme de guerre
Une forme de guerre (titre original : Consider Phlebas) est un roman de science-fiction écrit par l'auteur écossais Iain M. Banks, et publié en 1987. Ce roman constitue le premier tome du Cycle de la Culture.
Sur le fond d'une guerre intergalactique qui oppose la race des Idirans aux humanoïdes de la Culture, le roman évoque un vaisseau de la Culture qui s'autodétruit pour échapper à une interception ennemie. Les derniers signaux émis par le vaisseau laissent penser que, poussé par la nécessité, l'intelligence artificielle, ou Mental, qui le commandait a découvert une nouvelle technologie lui permettant de se réfugier instantanément sous la surface de la planète Schar. Les Idirans chargent alors Bora Horza Gobuchul, un métamorphe, de s’emparer du supercalculateur, tandis que la Culture envoie un agent pour essayer de l'en empêcher.
Publié en 1987, Une forme de guerre est le premier volume paru du Cycle de la Culture de l'auteur écossais Iain M. Banks. Ce cycle de science-fiction qui regroupait (en juillet 2012) neufs romans et quelques nouvelles décrit le monde de la Culture, une société humanoïde dotée d'une très haute technologie. Si l'univers de la Culture est le fonds commun de tout le cycle, chaque roman peut se lire indépendamment.
Une forme de guerre est paru en France en 1993 avec une préface de Gérard Klein. Le roman se compose formellement d'un prologue, d'un récit divisé en 14 chapitres et d'un appendice qui se présente sous la forme d'une brève encyclopédie de la guerre Idirans-Culture. Les annexes exposent les raisons et le bilan de la guerre qui oppose les deux civilisations, proposent un dramatis personae, qui raconte la vie des personnages qui ont survécu aux événements du récit, et un épilogue.

## Style
Une forme de guerre est un space opera qui raconte de manière linéaire et chronologique les aventures du Métamorphe Bora Horza Gobuchul, un espion humanoïde génétiquement modifié à la solde des Idirans. Le récit d'aventures est ponctué de quelques chapitres-bilans où interviennent des personnages de la Culture à la recherche du Métamorphe. Mais la perspective de narration est toujours subjective (en focalisation interne). Les événements sont racontés par le héros du roman et ce que le lecteur apprend de l'univers de la Culture ou des Idirans est toujours raconté par les protagonistes du roman. C'est à l'occasion de longs monologues intérieurs ou de dialogues animés entre les personnages que Iain M. Banks propose au lecteur une réflexion sur la place de l'individu, de la technologie, des valeurs morales et de la mort dans les sociétés technologiquement hyperdéveloppées tout en opposant le fanatisme religieux des Idirans au libéralisme bien pensant de la Culture.
Le développement narratif des aventures du Métamorphe fait quelques emprunts aux ressources traditionnelles de la science-fiction (combats interstellaires, combats terrestres au laser, combinaisons-armures intelligentes, modifications génétiques, matrices intelligentes à la William Gibson, vaisseaux spatiaux géants habitables (comme ceux de l'Anneau-monde, etc.) et à l'univers plus récent du jeu vidéo (pilotage périlleux d'un vaisseau spatial dans un labyrinthe complexe, perte d'une vie pendant une partie de jeu, gain progressif de « points de vie » qui permettent de retrouver un bon état physiologique, etc. ).
Si Une forme de guerre est le premier roman du Cycle de la Culture écrit par Iain M. Banks, la société de la Culture en elle-même y est à peine présentée. Toujours évoquée, mais jamais réellement mise en scène, la Culture semble un peu fantomatique, n'apparaissant - pour y être critiquée - que dans les longues tirades haineuses du héros ou dans les réflexions parsemées de doutes des agents de la Culture.

## Résumé
Un vaisseau de la Culture commandé par un Mental - un supercalculateur intelligent et conscient - quitte son unité-usine et se propulse dans l'hyperespace. Construit en pleine guerre Idirans-Culture, l'engin spatial est bientôt piégé par la flotte des Idirans. Le vaisseau s'autodétruit pour éviter toute interception ennemie, mais le Mental qui le commande découvre in extremis une nouvelle technologie lui permettant de quitter l'hyperespace pour se réfugier sous la surface de la planète Schar.
Pendant ce temps, Bora Horza Gobuchul, un Métamorphe au service des Idirans, croupit dans une cellule-égout du Palais-Prison de la planète Sorpen. Démasqué par Pérosteck Balvéda, un agent féminin de la Culture, et condamné par les Gérontocrates de la planète Sorpen à la peine capitale pour avoir assassiné le Ministre de l'Extérieur et pris sa place au gouvernement, le Métamorphe attend son exécution. Mais après une ultime visite du Ministre de la Sécurité et de Pérosteck Balvéda, les Idirans débarquent sur Sorpen, libèrent le Métamorphe et le transportent à bord de leur vaisseau dénommé Main de Dieu 137. 
À bord du vaisseau, Xoralundra, un officier idiran, charge Horza d'une nouvelle mission : retrouver un Mental de la Culture qui s'est réfugié sous la surface du Monde de Schar. Soudain, le vaisseau idiran est attaqué par un gigantesque vaisseau de la Culture. L'officier idiran donne à Horza une combinaison de survie et l'expédie dans l'espace en l'assurant que le reste de la flotte viendra le récupérer dès que possible. Mais une fois seul dans l'espace, Horza est arraisonné par un vaisseau pirate. Après sa capture, Horza est contraint de se battre en duel contre l'un des mercenaires de l'espace pour trouver sa place parmi les pirates. Il se fait ensuite enrôler par Krayklin, le chef de la Libre Compagnie de Krayklin, et embarque à bord de la TAC (Turbulence Atmosphérique Claire), le vieil astronef de la compagnie. 
Après l'attaque désastreuse du Temple de la Lumière sur la planète Marjoin, l'équipage met le cap sur l'Orbitale Vavatch, une anneau artificiel en rotation créé par la Culture, car Krayklin compte piller un vieux mégavaisseau désaffecté pour y trouver les lasers qui manquent à son astronef. Mais pendant l'exploration du bâtiment, le navire entre en collision avec un gigantesque iceberg. Alors que d'autres mercenaires sont piégés, Horza réussit à s'enfuir à bord de la navette pilotée par Mipp, mais ils font tous deux rapidement naufrage au large d'une petite île perdue au milieu de le mer circulaire de Vavatch. Lorsque Horza s'échoue sur la plage de l'îlot, il est fait prisonnier par les membres de la secte des Mangeurs. Après avoir réussi à empoisonner le gourou de la secte qui lui a mangé un doigt, Horza s'échappe à bord d'une navette de la Culture et rallie la cité astroportuaire d'Évanauth. Il retrouve la trace du chef des mercenaires de la Libre Compagnie en suivant une partie de « Débâcle », un jeu de cartes psychédélique et cruel. À l'issue de la partie, il suit Krayklin sur les docks du port et le tue pour prendre sa place au sein de la Libre Compagnie grâce à ses talents de Métamorphe. 
Une fois à bord du vaisseau de la Libre Compagnie, Horza retrouve les survivants de l'équipage et rencontre la dernière recrue de Krayklin qu'il identifie immédiatement comme étant l'agent de la Culture Pérosteck Balvéda. Subodorant l'imminence d'un danger, Horza-Kayklin décide de quitter les hangars de réparation où se trouvait la TAC et de s'envoler sans délai pour la planète Schar. Au loin, l'Orbitale de Vavatch explose, détruite par un gigantesque vaisseau de la Culture afin d'éviter que les Idirans ne fassent de l'Orbitale une base militaire. Au cours du voyage, Horza est contraint par Pérosteck Balvéda d'avouer à tout l'équipage sa véritable identité et les raisons de sa mission sur Schar, la planète des Morts.
Sur Schar, Horza, les membres de la Libre Compagnie, Pérosteck Balvéda et un drone dénommé Unaha-Closp descendent dans les galeries souterraines du Complexe de Commandement de la planète et partent à la recherche du Mental. C'est un véritable carnage qui les attend à leur arrivée : tous les Métamorphes qui travaillaient dans les souterrains de la planète ont été sauvagement massacrés par une troupe d'Idirans et de Medjels. Après des échanges de tirs nourris et un spectaculaire carambolage ferroviaire provoqué par un Idiran à l'agonie, le Mental, effrayé, sort enfin de sa cachette. Pourtant, la mission se solde par un véritable désastre : Yalson - enceinte de Horza - est tuée par un Idiran, puis écrasée par un wagon, les autres membres de la Libre Compagnie sont tous morts et Horza s'effondre sous les coups de poing féroces de Xoxarle, le dernier Idiran survivant. Seuls Perosteck Balvéda et le drone Unaha-Closp échappent à la mort. Ils ramènent le Mental et le corps de Horza à bord de la TAC, puis s'envolent pour le monde de la Culture.

## Personnages
Les personnages sont regroupés par communauté et les communautés sont classées par ordre alphabétique :

### Agents de la Culture
- Pérosteck Balvéda démasque l'imposture de Horza sur Sorpen, se fait engager par Krayklin et tente d'empêcher le Métamorphe de retrouver le Mental.
- Fal' Ngeestra, « Référente » de la Culture. Elle guide les recherches de Pérosteck Balvéda grâce à ses capacités de Mental humaine.

### Drones
- Jase, drone qui accompagne l'agent de la Culture Fal'Ngeestra.
- Uhana-Closp, drone intelligent-conscient qui accompagne contre son gré la Libre Compagnie sur Schar. Il se bat contre les Idirans et sauve la vie de Horza.

### Gérontocrates de Sorpen
- Amahain-Frolk, Ministre de la Sécurité de la Gérontocratie de Sorpen.
- Egratin, Ministre de l'Extérieur de la Gérontocratie de Sorpen, assassiné par Horza.

### Idirans
- Quayanorl, officier idiran dépêché sur Schar pour retrouver le Mental. Il met en marche le train qui provoquera un gigantesque carambolage dans les souterrains de Schar.
- Xoralundra, officier idiran, contact de l'espion Bora Horza Gobuchul. Il commande le vaisseau appelé la Main de Dieu 137 et délivre Horza des prisons de Sorpen.
- Xoxarle, Idiran atterri sur Schar pour retrouver le Mental. Assassin de Yalson et de Horza.

### Jeu de Débâcle sur l'Orbitale de Vavatch
- Ghlassel, commandant d'une célèbre Libre Compagnie de mercenaires.
- Ishlorsinami, race intègre et incorruptible qui fournit des arbitres lors des parties de Débâcle.
- Sarble l'Œil, journaliste indépendant qui fait un reportage sur la partie de Débâcle.
- Tengayet Doy-Suut, champion incontesté du jeu de Débâcle.
- Wilgre, joueur alien.
- Neeporlax, jeune joueur talentueux qui fait généralement don de ses gains.
- Vivants, esclaves volontaires qui meurent lorsqu'un joueur perd sa mise.

### Libre Compagnie de Krayklin (LCK)
- Aviger, le mercenaire le plus âge de la troupe.
- Bratsilakins, trois monstres clonés et velus, à la peau grise.
- Dorolow, mercenaire dévote, adepte du culte du "Cercle de la Flamme". Elle adresse ses prières à la déesse Chicel-Horhava.
- Gow, jeune mercenaire lesbienne.
- Jandraligeli, Mondlicien. Il quitte la compagnie sur Vavatch.
- Kee-Alsoforus, jeune mercenaire lesbienne.
- Krayklin, chef de la Libre Compagnie de Krayklin.
- Lamm, vétéran des guerres galactiques qui porte toujours une ceinture d'explosifs nucléaires.
- Lénipobra, cadet de la compagnie qui s'est fait tatouer la langue.
- Mipp, pilote alcoolique à la peau noire.
- Neisin, mercenaire alcoolique.
- Rava Gambol, mercenaire.
- Tzbalik Odraye, informaticien autodidacte du bord.
- Wubslin, mécanicien de bord.
- Yalson, mercenaire. Elle a une liaison avec Bora Horza Gobuchul.
- Zallin, jeune recrue. Horza doit le tuer pour être autorisé à entrer dans la Libre Compagnie.

### Métamorphes
- Bora Horza Gobuchul, héros du roman, métamorphe au service des Idirans et farouche opposant aux valeurs de la Culture.
- Sro Kiérachell Zorant, femme métamorphe en poste sur Schar. Ancienne liaison de Bora Horza Gobuchul.

### Secte des Mangeurs
- Fwi-Song, dit le Prophète, homme adipeux qui mange ses victimes à l'aide d'appareils dentaires métalliques et sophistiqués.
- M. Premier, homme de main du Prophète.

## Jeu de Débâcle
Le jeu de « Débâcle » est un jeu de cartes amélioré qui ressemble plus ou moins au Poker et se joue traditionnellement à la Veille d'un Désastre, comme quelques heures avant la destruction de l'Orbitale de Vavatch par un vaisseau de la Culture. Les arbitres sont les Ishlorsinami, l'ethnie considérée comme la plus honnête et la moins corrompue de la galaxie.
Le jeu consiste à jouer des combinaisons de cartes et à miser des crédits ou des biens matériels. Par l'intermédiaire d'un champ électronique disposé tout autour de la table, les joueurs peuvent altérer les émotions d'un ou plusieurs partenaires en jouant certaines combinaisons de cartes, provoquant des sentiments de Peur, d'Angoisse, de Deséspoir, d'Espoir, d'Amour, de Paranoïa, d'Exaltation, etc. pour désorienter leurs adversaires. Les retombées perceptibles de ces combinaisons émotionnelles profitent aux « émotomanes », des spectateurs drogués aux émotions fortes.
Chaque joueur dispose de Vivants, des humanoïdes sortis de prisons ou volontaires. Chaque mise perdue au cours de la partie provoque la mort immédiate d'un Vivant. Le gagnant est le dernier joueur qui possède encore des Vivants. Un joueur peut mettre en jeu sa propre vie s'il veut poursuivre sans Vivant.

## Commentaires thématiques

### Souvenir de Phlébas
Le titre original du roman de Iain M. Banks, Consider Phlebas, est emprunté à un poème de T. S. Eliot : La terre vaine (The Waste Land). Un extrait de ce poème - datant du début du XXe siècle - est proposé dans les toutes premières pages du roman : le souvenir de la mort du marin phénicien Phlébas.
Le titre original tiré du poème fait une nouvelle apparition comme titre de l'ultime chapitre du roman : Considère Phlébas. Ce chapitre raconte le rapatriement de la dépouille mortelle du héros par l'agent de la Culture Pérosteck Balvéda. Le lecteur est ainsi conduit à faire un subtil parallèle entre la destinée tragique du marin phénicien du poème et la mort du Métamorphe dans le roman : c'est toute la thématique baroque du memento mori et de la vanitéqui transparaît en filigrane. Le sens des actions individuelles se perd dans les méandres incontrôlables de l'histoire des civilisations. Un individu peut-il avoir un impact réel sur le destin d'une civilisation ? Bora Horza Gobuchul aurait-il pu - à lui tout seul - faire perdre la guerre à la Culture ?
Iain M. Banks s'est d'ailleurs exprimé lui-même à ce sujet : « Une forme de guerre raconte l'histoire d'une grande guerre dont différents groupes ou individus tentent de modifier l'issue. Cependant, même lorsqu'ils sont capables d'intervenir sur le cours des événements, rien ne change vraiment. À la fin du roman, j'ai écrit une annexe qui explique ce qui s'est passé après la guerre pour essayer de poser la question suivante : « À quoi est-ce que tout cela a servi ? » J'imagine que cette approche est directement liée à ma propre réaction face au cliché SF du héros solitaire. Vous connaissez cette idée selon laquelle un simple individu pourrait déterminer la direction que prennent des civilisations entières. Une personne seule ne peut vraiment y arriver. Cela donne à réfléchir à ce qui serait arrivé si Jésus Christ, Karl Marx ou Charles Darwin n'avaient jamais existé. Nous n'en savons rien du tout. »

### Omniprésence de la mort
Comme le souligne Gérard Klein dans sa préface : « Un spectre hante le texte. C'est celui de la mort. ». En effet, la mort rôde à chaque chapitre du livre, à l'occasion de chaque nouvelle aventure du héros. 
Bora Horza Gobuchul est doublement confronté à la mort : il risque la mort à chacune de ses nouvelles missions et tue lui-même pour prendre la place de ses victimes. La mort est à la fois une menace ultime et une arme indispensable.
Au cours du roman, le héros est impliqué dans un nombre impressionnant de situations où il risque sa vie. Bora Horza Gobuchul
- est au départ condamné à la mort par noyade sur la planète Sorpen,
- échappe à la destruction du vaisseau idiran qui l'a recueilli,
- tue un mercenaire pour survivre dans la Libre Compagnie de Krayklin,
- échappe à la mort dans l'attaque du Temple de la Lumière sur la planète Marjoin,
- échappe de nouveau à la mort dans la collision du mégavaisseau avec l'iceberg sur Vavatch et à l'explosion de la ceinture d'explosifs d'un autre mercenaire,
- tue le prophète de la secte des Mangeurs pour échapper à son propre sort : être dévoré vivant,
- tue le commandant Krayklin pour le remplacer et accomplir sa mission,
- est confronté à la mort des siens, les Métamorphes de Schar,
- assiste à la mort atroce de sa compagne enceinte de lui,
- succombe à ses blessures lors d'un ultime combat qui l'oppose à un Idiran.

Au-delà de la mort individuelle, c'est bien la mort des civilisations qui est suggérée dans le roman. À la fin du roman, les protagonistes se retrouvent sur une « Planète des morts », une planète dont la population s'est autodétruite lors d'une guerre bactériologique et qui est devenue un sanctuaire à la mémoire des civilisations disparues. Lorsque le héros trouve une carte géographique de la planète Schar telle qu'elle était 11 000 ans plus tôt, il découvre une planète qui ressemble en tous points à la planète Terre, avec ses continents, ses vastes océans, ses paysages et climats variés, ses deux calottes glaciaires. C'est donc le fantôme inquiétant d'une lointaine civilisation terrienne qui semble hanter la fin du roman, une civilisation terrienne dont le souvenir même a disparu de la mémoire collective, ne faisant place qu'au néant d'une planète déserte. Plus tragique encore pour le héros du récit, Iain M. Banks suggère également la lente mais inéluctable disparition de la population des Métamorphes, de moins en moins nombreux, accusés de toutes les infamies par les autres races humanoïdes de l'univers. En arrivant sur la planète Schar, Bora Horza Gobuchul est doublement confronté au destin : celui de sa propre mort héroïque, mais désespérément inutile, et celui de sa propre race vouée à l'oubli.

### Choc des civilisations
Le Métamorphe Bora Horza Gobuchul voue une haine tenace aux humanoïdes de la Culture. Tout au long du roman, il expose les raisons de son mépris en comparant la civilisation de la Culture à celle des Idirans.
Si Bora Horza Gobuchul oppose tous ces éléments, c'est toujours pour souligner son admiration pour la conception de la vie défendue par les Idirans. Pour Horza, ces créatures tripèdes se battent du côté de la vie biologique, du côté de la vraie vie, celle qui est « malodorante, désuète et faillible ». Le relativisme et la déliquescence des valeurs morales qui caractérisent d'après lui la société de la Culture - qu'il perçoit comme anarchique et décadente - sont à ses yeux la négation même du processus évolutionniste qui devrait être à l'œuvre dans toute civilisation : la distinction de valeurs individuelles mises au service de la communauté. Pire encore, la communauté de la Culture s'est dépossédée de sa propre destinée en confiant son avenir aux machines. Le héros du roman ne se bat pas contre une race ou un État, il lutte contre une idéologie, contre un choix de civilisation qu'il considère comme suicidaire et délétère. 
Ces considérations, mêlées au biologisme défendu par le héros du roman, rappellent avec force les critiques du philosophe Friedrich Nietzsche à l'encontre de l'égalitarisme délétère des sociétés modernes, de la démocratie et du socialisme, distinguant finalement une morale des faibles et une morale des forts. C'est justement l'aspect dionysiaque de la vie que défend le héros du roman, quoi qu'il lui en coûte finalement.

## Critiques
- Philippe Curval, Le Magazine littéraire, n° 313, septembre 1993 : « [...] une Forme de guerre est le plus séduisant des romans de Banks, le plus direct, le plus aventurier. Il puise au space opera quelques-uns de ses grands archétypes, conflits raciaux, approche de l'Autre, monstres et caprices de la Nature, psychologie des extraterrestres, technologie dantesque, combats d'envergure mythologique. Et surtout, quête métaphysique de l'ego chez le héros plongé au sein du grouillement des espèces. »[6]